# U-Bahnhof Weißer Turm
Der U-Bahnhof Weißer Turm (Abkürzung: WT) ist der 14. U-Bahnhof der Nürnberger U-Bahn und wurde am 28. Januar 1978 eröffnet. Der Bahnhof wird von der Linie U1 bedient und war bis zum 20. September 1980 deren Endpunkt. Er ist 445 m vom U-Bahnhof Plärrer und 635 m vom U-Bahnhof Lorenzkirche entfernt. An den Bahnhof schließt sich Richtung Fürth ein x-förmiger doppelter Gleiswechsel an. Der U-Bahnhof ist nach dem Torturm der vorletzten Nürnberger Stadtbefestigung benannt, unter dem er liegt. Täglich wird er von rund 20.100 Fahrgästen genutzt (Mo–Fr, 2019).

## Lage

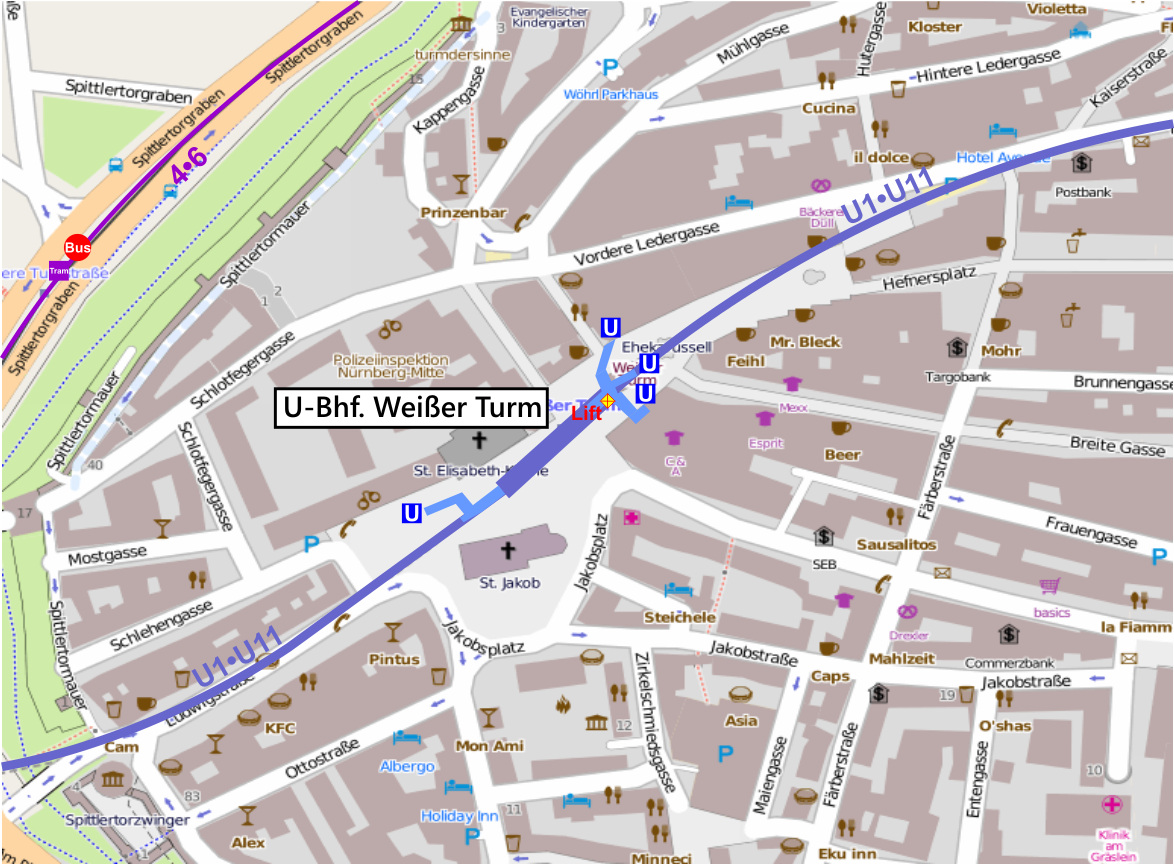
Lageplan U-Bhf. Weißer Turm

Der Bahnhof liegt im Nürnberger Stadtteil St. Lorenz und erstreckt sich unterirdisch in Ost-West-Richtung vom Weißen Turm unter dem Jakobsplatz bis zur Ludwigstraße. Von den beiden Bahnsteigköpfen führen Ausgänge in ein Verteilergeschoss und von dort aus zum Jakobsplatz bzw. zu den Fußgängerzonen Breite Gasse und Karolinenstraße. Ein Aufzug führt vom östlichen Bahnsteigkopf an die Oberfläche. Im östlichen Verteilergeschoss gibt es Zugänge zum Kaufhaus C&A und zum Modehaus Wöhrl sowie einen Kiosk und ein öffentliches WC.
In der Umgebung des Bahnhofs befinden sich die Elisabeth- und die Jakobskirche, das Polizeipräsidium Mittelfranken und vor dem Weißen Turm das Ehekarussell, welches einen Entlüftungsschacht der U-Bahn verbirgt.

## Bauwerk und Architektur
Das Bahnhofsbauwerk ist 150 m lang, zwischen 16 und 22 m breit und 16 m tief (eineinhalbfache Tiefenlage). Die Bauarbeiten für den Bahnhof begannen am 26. Mai 1975. Der östliche Bahnhofsteil unter dem Weißen Turm wurde in offener Bauweise erstellt, der 4500 t schwere Turm wurde während der Bauarbeiten auf einen Betontisch mit 30 Pfählen und anschließend auf den Bahnhofstunnel gestellt. Der westliche Teil wurde in offener Bauweise mit Berliner Verbau und Schlitzwänden erstellt, um die an den Bahnhof heranreichenden Kirchen St. Elisabeth und St. Jakob vor Schäden zu schützen. Bei der Oberflächenwiederherstellung wurde die dem Turm vorgelagerte Barbakane, die im Zweiten Weltkrieg beschädigt und 1953 im Zuge von Gleisverlegungen der Straßenbahn zum Teil abgebrochen wurde, wieder aufgebaut.
Die Kennfarbe des Bahnhofs ist Grün. Die Bahnsteigwände sind mit Sandsteinen verkleidet und sollen auf die vorletzte Stadtbefestigung, zu der der Weiße Turm gehörte, aufmerksam machen. Die Säulen repräsentieren mit ihrer grünen Kachelung die Moderne der 1970er Jahre.

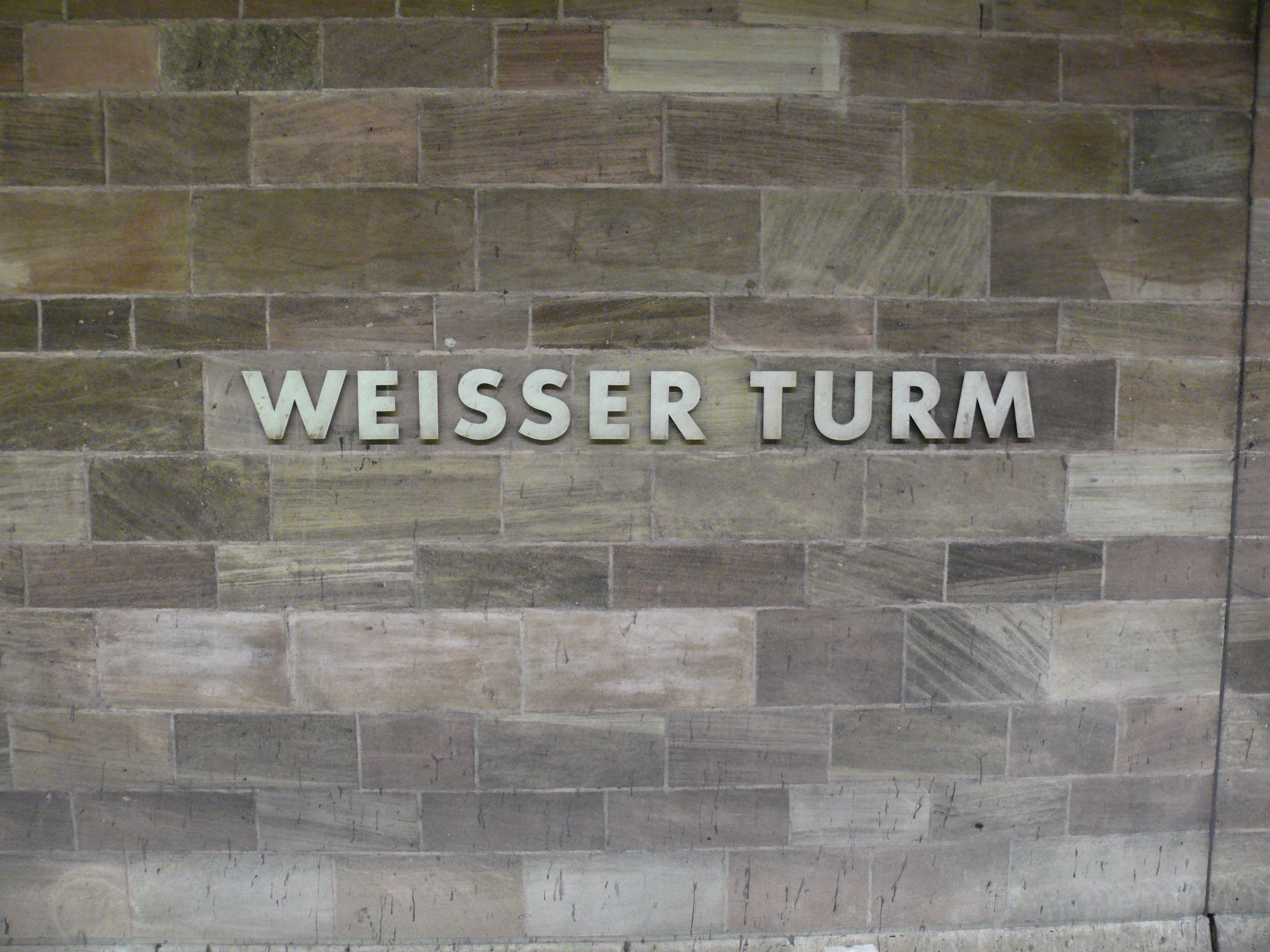
Stationsname an den Bahnsteigwänden
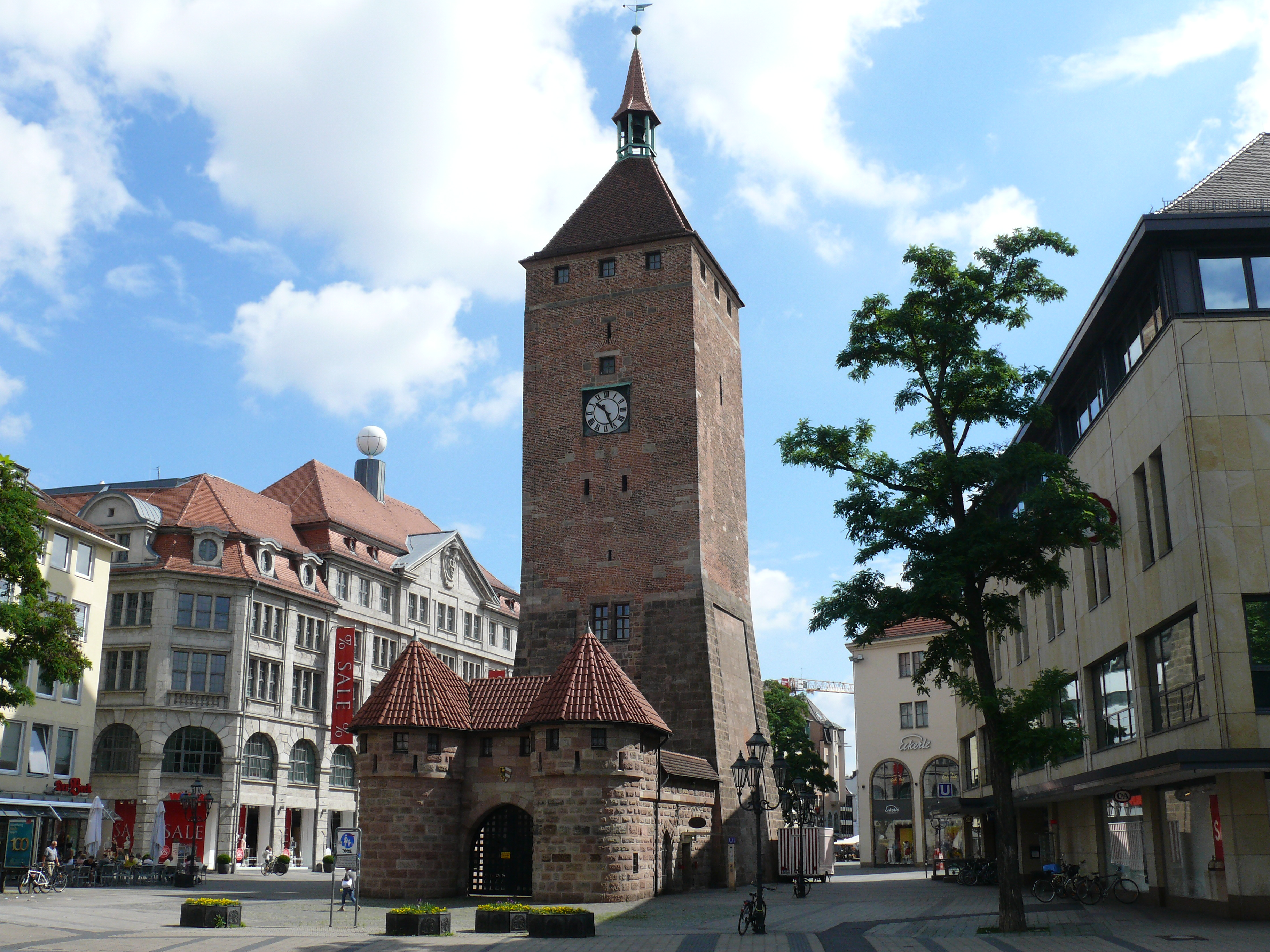
Namensgebender Turm mit Zugang zum U-Bahnhof
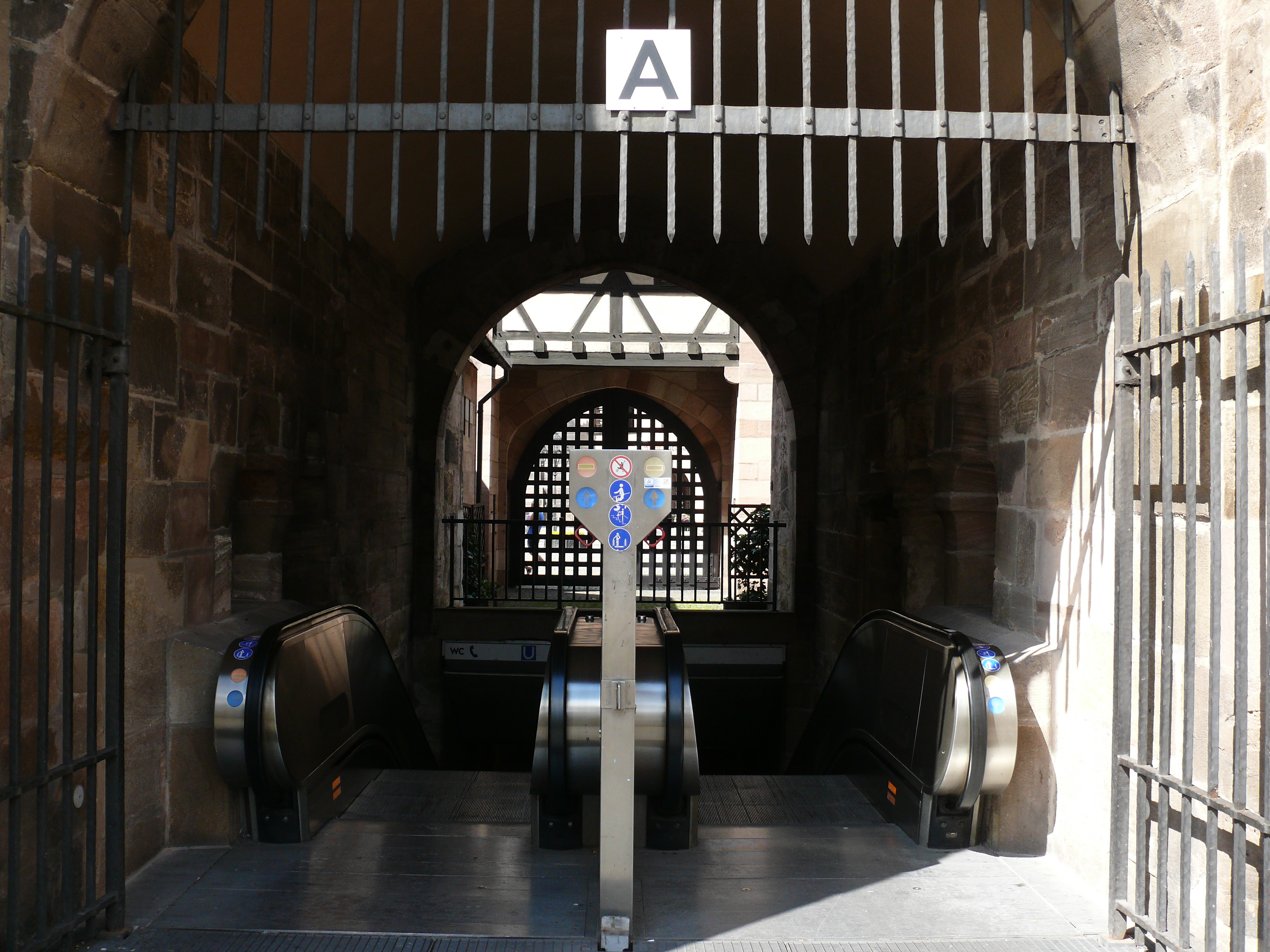
Zugang im Turmsockel
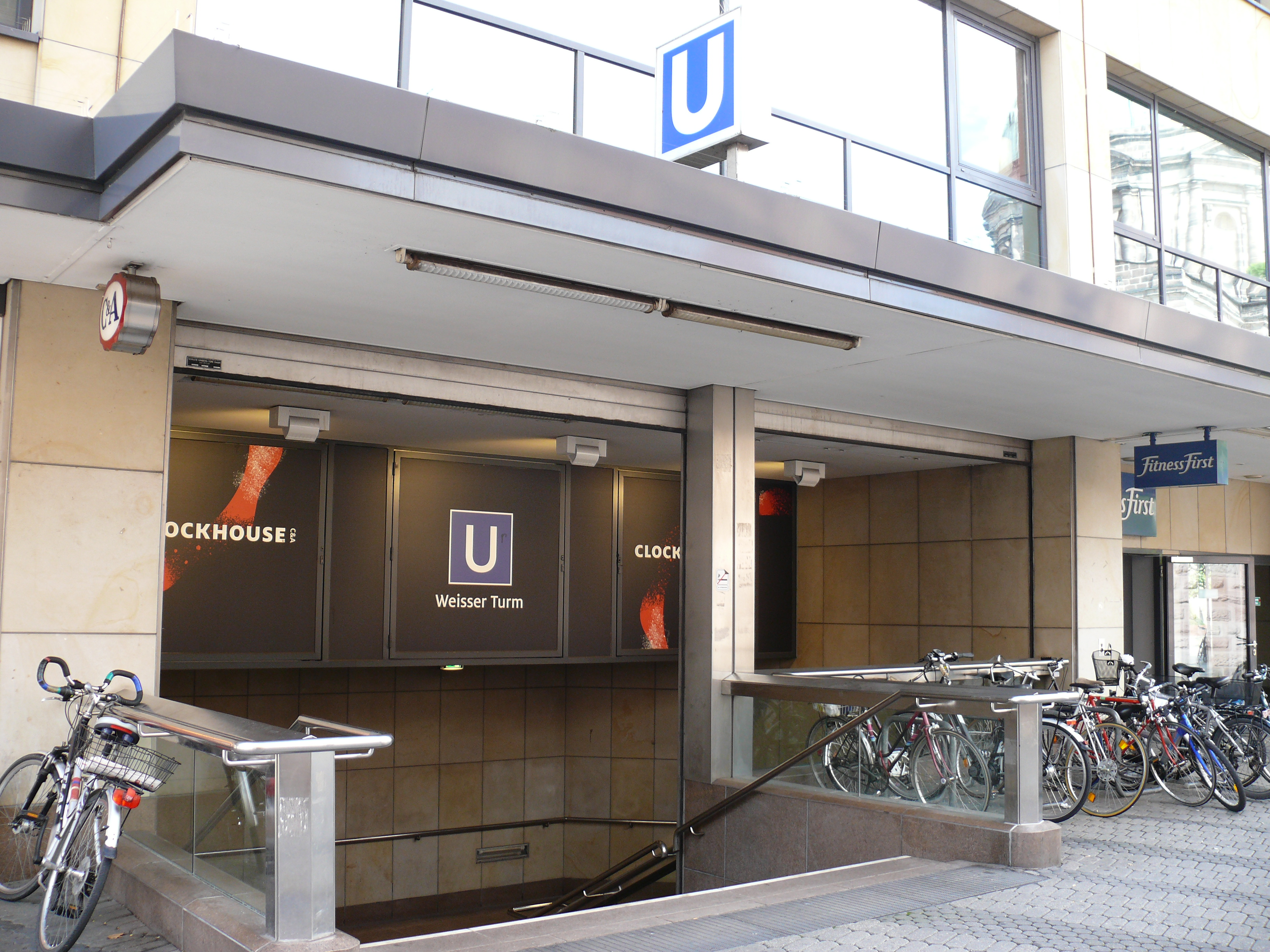
Eingehauster seitlicher Zugang
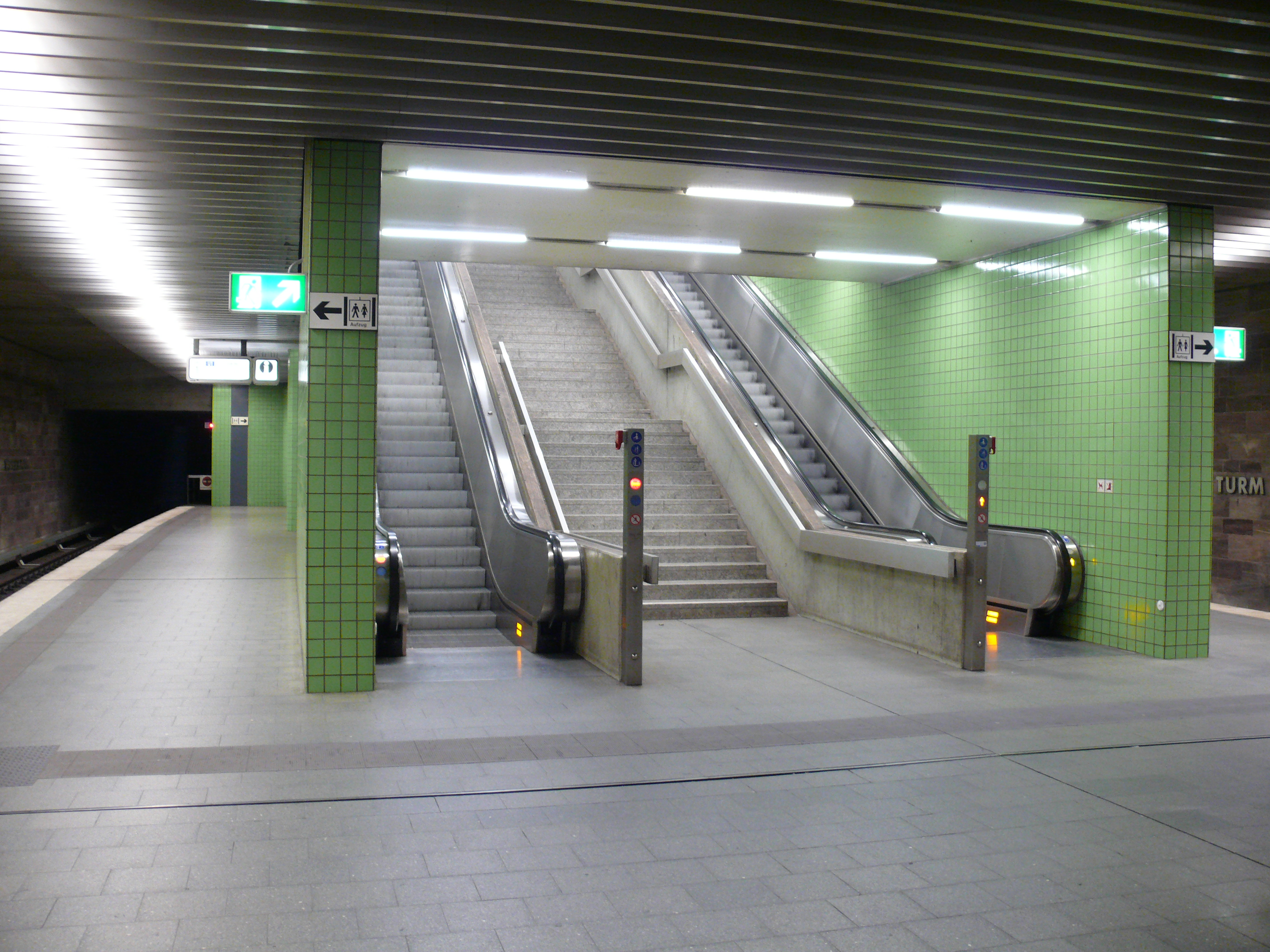
Aufgang von der Bahnsteigebene zum Verteilergeschoss
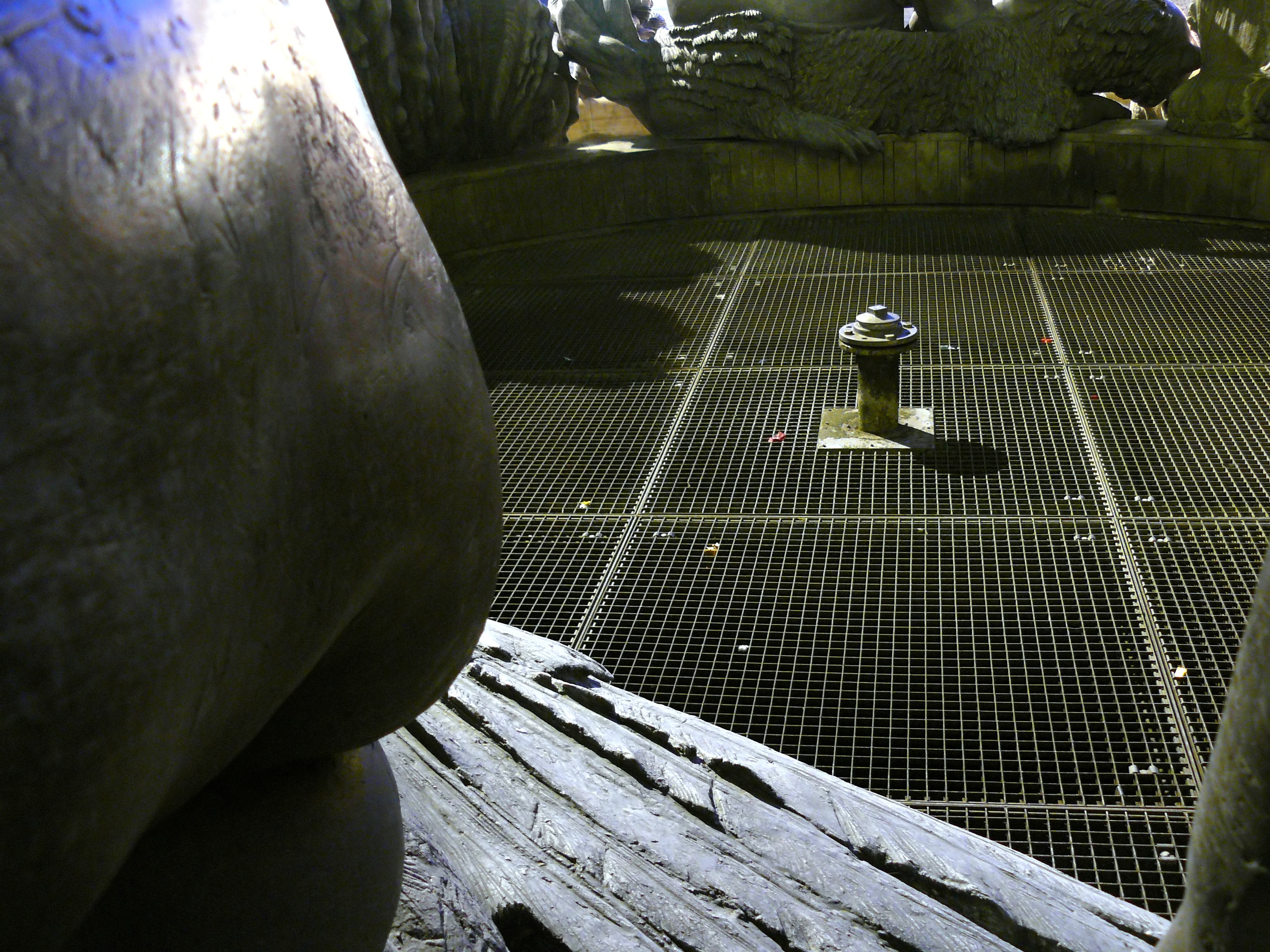
Entlüftungsschacht innerhalb des Ehekarussells

## Linien
| Linie | Verlauf | Takt |
| ----- | --- | --- |
| U1    | Langwasser Süd – Gemeinschaftshaus – Langwasser Mitte – Scharfreiterring – Langwasser Nord – Messe – Bauernfeindstraße – Hasenbuck – Frankenstraße – Maffeiplatz – Aufseßplatz – Hauptbahnhof – Lorenzkirche – Weißer Turm – Plärrer – Gostenhof – Bärenschanze – Maximilianstraße – Eberhardshof – Muggenhof – Stadtgrenze – Jakobinenstraße – Fürth Hauptbahnhof – Rathaus – Stadthalle – Klinikum – Hardhöhe Stand: Fahrplanwechsel Dezember 2023 | 5–7 min (montags–freitags) 3–4 min (Langwasser–Eberhardshof an Schultagen) 6–7 min (samstags) 10 min (sonn-/feiertags) |

Der Bahnhof wird von der Linie U1 bedient.